# 霍拉氏南鰍
霍拉氏南鰍（學名：Schistura hoai）為輻鰭魚綱鯉形目條鰍科南鰍屬的其中一種。分布於亞洲越南淡水流域，棲息河川底層水域，生活習性不明。

## 扩展阅读
維基物種上的相關：霍拉氏南鰍